# Куновскі (місячний кратер)
Кратер Куновскі — метеоритне утворення на поверхні місяця діаметром 18 км, залите базальтовою лавою, у південній частині моря Островів (лат. Insularum) на видимій частині місяця. Названий у честь німецького астронома Георга Карла Фрідріха Куновскі (нім. Georg Carl Friedrich Kunowski)(1786—1846). Назва затверджена Міжнародним астрономічним союзом у 1935 році..

## Опис
Найближчі сусіди кратера Куновскі — кратер Енке на захід-північ-заході; кратер Гортензій на північному-сході; кратер Рейнхольд на сході й кратер Лансберг на південному-сході. На заході від кратера знаходиться Океан Бурь. Селенографічні координати центру кратера 3,22° п. ш. 32,53° з. д. (Я), діаметр 18,3 км, глибина 0,86 км.
Кратер Куновскі має полігональну форму й обрамлений масивним зовнішнім валом. Вал вузький, з чітко вираженою гострою кромкою. Внутрішній схил вала гладкий, у північно-східний і північно-західний має сліди обвалу. Висота вала над довколишньою місцевістю досягає 750 м[4. Дно чаші затоплене базальтовою лавою, в центрі чаші видно останки вершини у вигляді півкільця горбів. Кратер Куновскі пересікає світлий промінь від кратера Коперник. За морфологічними ознаками кратер належить до типу TRI (за назвою типового представника цього класу — кратера Тріснеккер)

### Сателіти кратера[1]
| Куновскі | Широта  | Довгота  | Діаметр |
| -------- | ------- | -------- | ------- |
| C        | 0.2° Пд | 32.4° Зх | 3 км    |
| D        | 1.5° Пн | 28.8° Сх | 5 км    |
| G        | 1.7° Пн | 30.7° Зх | 4 km    |
| H        | 1.1° Пн | 30.0° Сх | 3 km    |

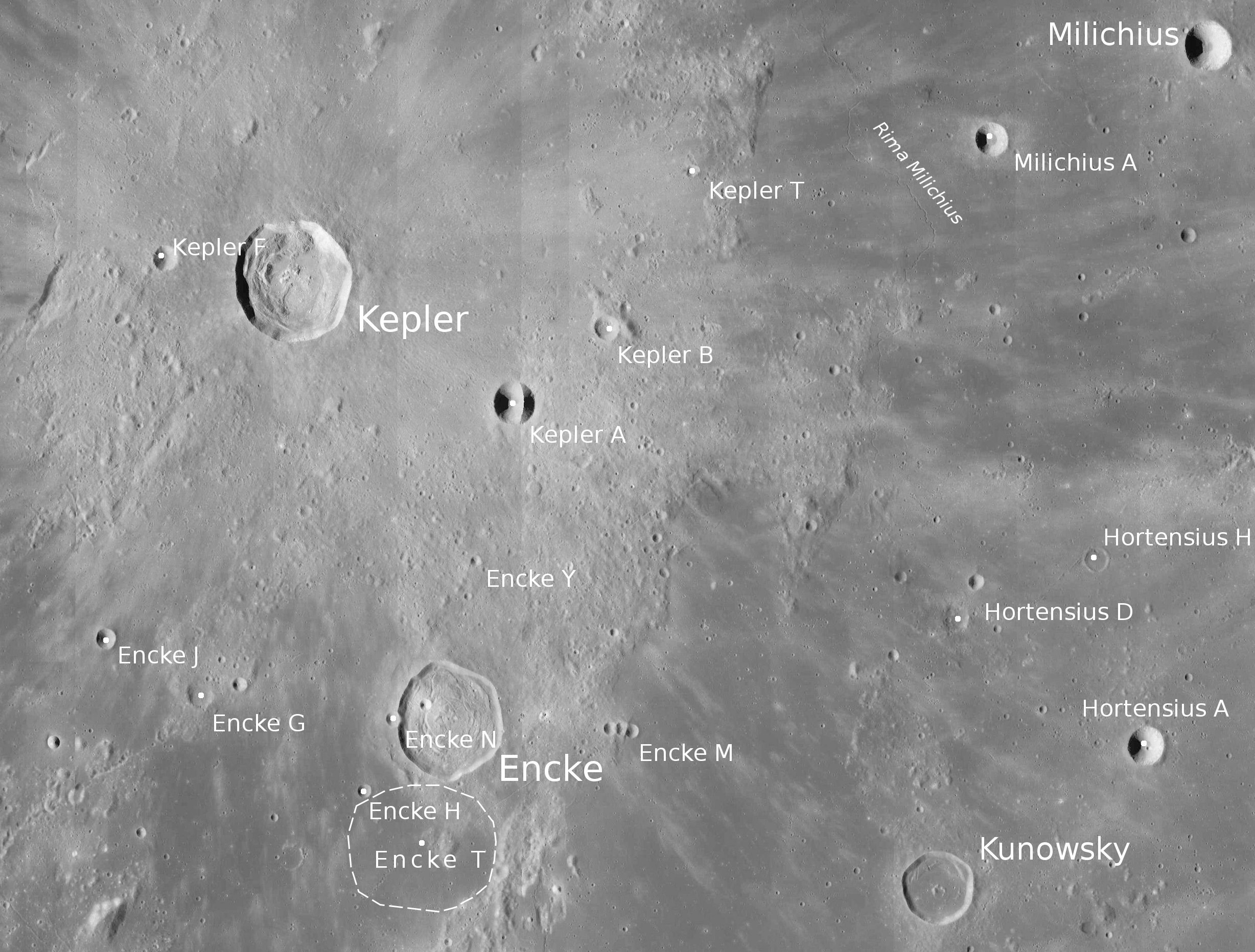
Околиці кратера Куновскі. Фото зонда Lunar Reconnaissance Orbiter
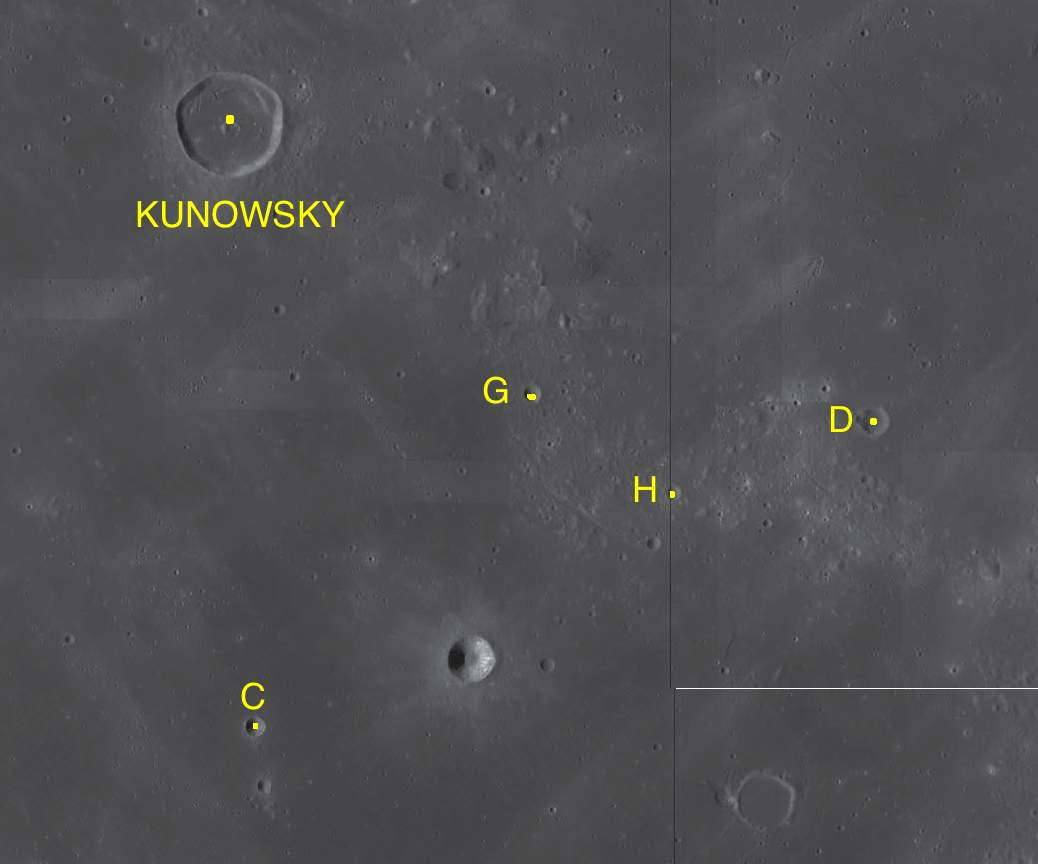
Сателіти кратера Куновскі. Фрагмент карт LAC-57, LAC-58, LAC-75, LAC-76
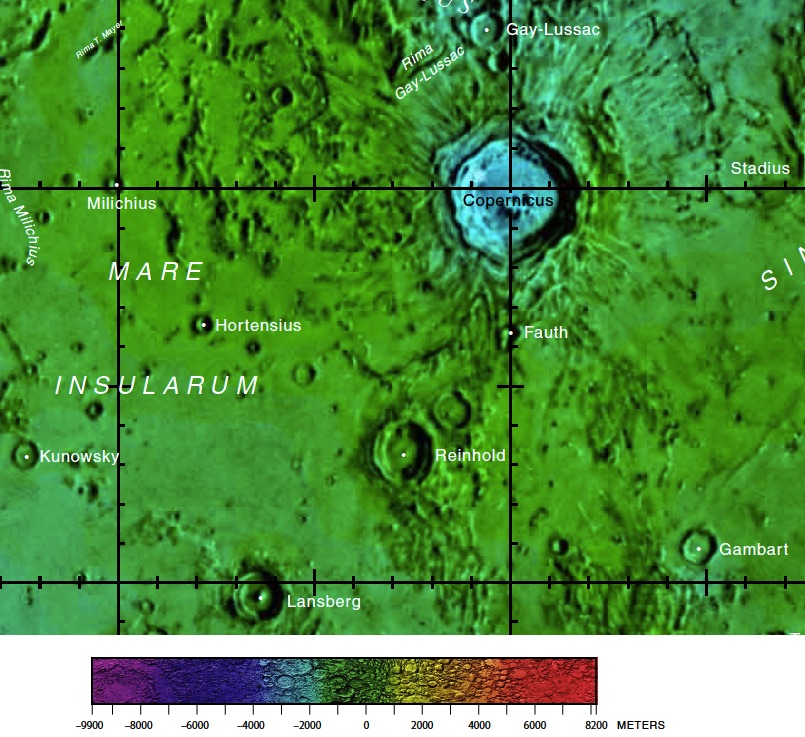